# Jeřáb bílý
Jeřáb bílý, známý též jako jeřáb sibiřský (Leucogeranus leucogeranus), je pták z řádu krátkokřídlých (gruiformes), z čeledi jeřábovitých (Gruidae), z rodu Leucogeranus. Jde o monotypický druh.
Hnízdí především na Sibiři, zejména v oblasti dolního toku řeky Ob a v Jakutsku, často v bažinatých oblastech na rozhraní tundry a tajgy. Jde o tažný druh, odlétá z hnízdišť koncem září, jeřábi hnízdící v Jakutsku zimují v Číně a v Indii, populace ze západní Sibiře pak zimuje v Íránu. Na hnízdiště se vrací v květnu. Z hlediska států se vyskytuje jako hnízdící druh pouze v Rusku, ale na přeletu a při tahu se objevuje také v Afghánistánu, Ázerbájdžánu, Číně, Indii, Íránu, Japonsku, Jižní Koreji, Jordánsku, Kazachstánu, Mongolsku, Pákistánu, Turkmenistánu a Uzbekistánu.
Jedinci druhu dosahují délky mezi 115–127 cm, výšky zhruba 140 cm, hmotnosti okolo 5–10 kg. Rozpětí křídel dospělého jedince bývá mezi 210–230 cm. Samice snáší obvykle dvě vejce, většina párů však odchová pouze jedno mládě. Na vejcích samička sedí 27–29 dní, samec se v tu dobu pohybuje poblíž. Mláďata jsou opeřená za 70–80 dní. Jeřábi bílí se dožívají víc než 80 let. Jejich potravou jsou vodní rostliny, hmyz, bezobratlí živočichové i menší obratlovci, ryby i hlodavci. Hnízda si staví z vodních rostlin, mají průměr až 80 cm a bývají umístěná v mělké vodě.
Dlouho byl považován za vysoce ohrožený druh, avšak roku 1980 byla objevena jeho nová zimoviště v Číně, takže odhady jeho počtu musely být navýšeny, v současnosti se pohybují kolem 3–4 tisíc jedinců. Pro původní obyvatele Sibiře, zejména Jakuty, je tento jeřáb, jakutsky zvaný kytalyk, posvátným ptákem, spojovaným s šamanskými rituály.